# Adam Bab
Adam Piotr Bab (ur. 30 grudnia 1974 w Lublinie) – polski duchowny rzymskokatolicki, doktor katechetyki, biskup pomocniczy lubelski od 2020.

## Życiorys
Urodził się 30 grudnia 1974 w Lublinie. Kształcił się w tamtejszym II Liceum Ogólnokształcącym im. Hetmana Jana Zamoyskiego. W latach 1993–1999 studiował w Metropolitalnym Seminarium Duchownym w Lublinie. Na prezbitera został wyświęcony 22 maja 1999 w archikatedrze lubelskiej przez Józefa Życińskiego, arcybiskupa metropolitę lubelskiego. Inkardynowany został do archidiecezji lubelskiej. W 2005 na Wydziale Teologii Katolickiego Uniwersytetu Lubelskiego uzyskał doktorat z katechetyki na podstawie dysertacji Katecheza w społeczeństwie informacyjnym. Studium pastoralno-katechetyczne.
W latach 1999–2000 pracował jako wikariusz w parafii Niepokalanego Poczęcia Najświętszej Maryi Panny w Lublinie. W trakcie studiów specjalistycznych był duszpasterzem w Centrum Duszpasterstwa Młodzieży przy kościele Świętego Ducha w Lublinie. W latach 2005–2010 pełnił funkcję rektora kościoła Świętego Ducha w Kraśniku. Od 2010 do 2014 był proboszczem parafii Znalezienia Krzyża Świętego i św. Andrzeja Apostoła w Końskowoli, a w 2014 został ustanowiony proboszczem parafii św. Józefa w Lublinie.
W 2002 został koordynatorem archidiecezjalnych pielgrzymek na Światowe Dni Młodzieży. W latach 2003–2016 pełnił funkcję zastępcy archidiecezjalnego asystenta kościelnego Katolickiego Stowarzyszenia Młodzieży. W 2014 objął stanowisko wikariusza biskupiego ds. młodzieży. W archidiecezji lubelskiej wszedł również w skład rady kapłańskiej, kolegium konsultorów i Zespołu ds. Nowej Ewangelizacji. Został dekanalnym wizytatorem religii, asystentem kościelnym Ruchu Solidarności z Ubogimi Trzeciego Świata „Maitri”, a także członkiem komisji przygotowawczej do III synodu archidiecezji lubelskiej dotyczącego młodzieży. Objął funkcję konsultora Rady ds. Duszpasterstwa Młodzieży Konferencji Episkopatu Polski. Został mianowany kanonikiem honorowym lubelskiej kapituły archikatedralnej.
22 maja 2020 papież Franciszek prekonizował go biskupem pomocniczym archidiecezji lubelskiej ze stolicą tytularną Arna. Święcenia biskupie otrzymał 29 czerwca 2020 w archikatedrze lubelskiej. Udzielił mu ich Stanisław Budzik, arcybiskup metropolita lubelski, w asyście arcybiskupa Salvatore Pennacchia, nuncjusza apostolskiego w Polsce, i Mieczysława Cisły, biskupa pomocniczego lubelskiego. Jako zawołanie biskupie przyjął słowa „Cibus meus voluntas Tua” (Moim pokarmem jest Twoja wola).
W ramach prac Konferencji Episkopatu Polski w 2021 objął funkcje przewodniczącego Bilateralnego Zespołu Katolicko-Prawosławnego i delegata ds. Katolickiego Stowarzyszenia Młodzieży, ponadto w 2020 został członkiem Rady ds. Duszpasterstwa Młodzieży, a w 2022 Rady ds. Ekumenizmu.